# Diogo Infante
Diogo Nuno Infante de La Cerda mais conhecido por Diogo Infante Lisboa, 28 de maio de 1967) é um ator, apresentador de televisão e encenador português.

## Carreira
Fruto de uma relação entre a sua mãe e um turista inglês — que só conheceria já adulto, aos 34 anos — o ator cresceu no Algarve, tendo sido criado pela sua mãe e pela sua avó, que exploravam um empreendimento turístico em Quarteira.
Por volta dos 18 anos iniciou a sua vida profissional como guia intérprete, depois de completar um curso técnico-profissional nessa área. Ao mesmo tempo dedicou-se ao teatro amador, tendo a sua primeira experiência de representação em Faro, no Teatro Lethes, com a peça Os cães, de Tone Brulin. Em 1988 resolveu candidatar-se à Escola Superior de Teatro e Cinema, onde viria a terminar o curso de Teatro, variante de Formação de Atores, aos 24 anos, em 1991.
Estudava ainda quando, no ano de 1989, se estreou como ator profissional na peça As Sabichonas, de Moliére, dirigido por Ruy de Matos, no Teatro Nacional D. Maria II. No mesmo ano conseguia o seu primeiro papel no cinema: Nuvem, de Ana Luísa Guimarães (que virá a estrear somente em 1992), rendendo ao jovem ator o Prémio de Melhor Jovem Ator e o Se7e de Ouro.
Depois do Conservatório, ingressa no Teatro Experimental de Cascais, onde integra o elenco de diversas peças sob a direção de Carlos Avilez (1989 - A Morte de Danton de Buchner; 1990 - Rei Lear de Shakespeare; 1992 - Os Espectros de Ibsen). Colaborou também com Rui Mendes, em Sonho de Uma Noite de Verão, de Shakespeare, e As Suaves Alegrias da Felicidade Conjugal, de Anton Tchekov, em 1990. No Teatro Aberto participou em Ópera dos Três Vinténs, de Brecht (1992), O Tempo e o Quarto de Botho Strauss (1993), Alguém Olhará por Mim de Frank MacGuiness (1994) e Quase de Patrick Marber (1999), sempre sob a direção de João Lourenço. Voltou ao D. Maria II em Rei Lear, na encenação de Richard Cottrell (1998).
Quase ao mesmo tempo que se profissionaliza como ator, desenvolve a sua carreira como encenador. Entre as peças que dirigiu constam, para o Teatro da Trindade, O Amante de Harold Pinter (1992), e Segredos de Richard Cameron (1993); para o Teatro Villaret, Odeio Hamlet de Paul Rudnick (1996); para o São Luiz, Um Vestido para Cinco Mulheres de Alan Ball (1997); para o D. Maria II, O Jardim Zoológico de Cristal de Tennessee Williams (1999); para o Maria Matos Laramie de Kaufman (2006).
Ainda no cinema participou em filmes de Jorge Paixão da Costa (1994 - Adeus Princesa), João Botelho (1994 - Três Palmeiras), Luís Filipe Rocha (1995 - Sinais de Fogo), Joaquim Leitão (1997 - Tentação), Lúcia Murat (2000 - Brava Gente Brasileira), Leonel Vieira (1998 - A Sombra dos Abutres; 2001 - A Bomba), Ruy Guerra (2004 - Portugal S.A.), George Felner (2005 - Manô), entre outros, obtendo popularidade com Sweet Nightmare de Fernando Fragata (1998) e Animal de Roselyne Bosch (2005).
Desde a década de 1990 que vem sendo também um solicitado ator de televisão, com participação em diversas séries e novelas. Estreou-se em Por Mares Nunca Dantes Navegados (1991), após o que foi chamado para integrar o elenco de A Banqueira do Povo (1993), onde contracenava com nomes tão consagrados como Eunice Muñoz, Curado Ribeiro, Carmen Dolores ou João Perry. Seguir-se-ão produções como Aquela Cativa que Me Tem Cativo (1995), Riscos (1997), Os Lobos (1998) ou Jornalistas (1999). A telenovela Jóia de África (2002) deu-lhe um terceiro Globo de Ouro, desta vez na qualidade de Melhor Ator de Ficção Televisiva. As últimas séries que fez foram Regresso a Sizalinda, A Ferreirinha, Voo Directo e Depois do Adeus, todas na RTP1.
Vencedor dos Globos de Ouro como Melhor Ator de Cinema, em 1996 e 1998, salienta a nível internacional o Prémio das Nações Unidas em 1995; o Festival de Gramado atribuí-lhe o Prémio de Melhor Ator pelo seu desempenho em A Sombra dos Abutres, em 1999, ano da sua promoção como Shooting Star pela European Film Promotion.
Esporadicamente foi apresentador de programas, também RTP1, com Pátio da Fama (1995), As Canções da Nossa Vida (1999), Quem Quer Ser Milionário (2001) e Cuidado com a Língua (2006).
Também participou em várias dobragens animadas, sobretudo em filmes da Disney. Entre elas o Príncipe Eric no filme A Pequena Sereia, e o pai da Riley em Inside Out- Divertidamente.
A partir dos anos 2000 fez parte do elenco de Romeu e Julieta de Shakespeare, encenado por John Retallack no Teatro São Luiz (2006); O Assobio da Cobra de Nuno Costa Santos, dirigido por Adriano Luz (2006, Teatro São Luiz); Laramie de Moisés Kaufman, que também dirigiu, no Teatro Maria Matos (2006); A Dúvida de John Patrick Shanley, encenação de Ana Luísa Guimarães (Teatro Maria Matos, 2007), Hamlet de Shakespeare, encenação de João Mota (Teatro Maria Matos, 2007) e Édipo, de Sófocles, com Jorge Silva Melo (TNDMII, 2010). Com Ode Marítima, a partir de Álvaro de Campos e com música de João Gil, obteve um novo Globo de Ouro, desta vez como Melhor Ator de Teatro.
Desempenhou o cargo de diretor artístico do Teatro Maria Matos, desde 2006 até 2008, de onde se demitiu por falta de verbas para a conclusão dos seus projetos. A seguir foi nomeado diretor artístico do Teatro Nacional D. Maria II, tendo sido demitido do cargo em novembro de 2011. Em 2017, foi nomeado diretor artístico do Teatro da Trindade, após a saída de Inês de Medeiros para assumir a presidência da Câmara de Almada.
É praticante de hipismo, participando em competições de saltos.

## Televisão

#### Televisão
| Ano         | Projeto                         | Papel                 | Notas                            | Canal |
| ----------- | ------------------------------- | --------------------- | -------------------------------- | ----- |
| 1990        | Terra Instável - A Aia          | No papel de "Rei"     | Protagonista                     | RTP1  |
| 1992        | Por Mares Nunca Antes Navegados | Infante Dom Henrique  | Protagonista                     | RTP1  |
| 1993        | A Banqueira do Povo             | Álvaro da Silva       | Protagonista                     | RTP1  |
| 1994        | Na Paz dos Anjos                | Cândido Sabino        | Protagonista                     | RTP1  |
| 1995        | Aquela Cativa que Me Tem Cativo | Ele Próprio           | Protagonista                     | RTP1  |
| 1995        | Tudo ao Molho e Fé em Deus      | Cajó                  | Protagonista                     | RTP1  |
| 1995        | Pátio da Fama                   | Ele Próprio           | Apresentador                     | RTP1  |
| 1996        | A Mulher do Senhor Ministro     | Miguel                | Protagonista                     | RTP1  |
| 1996        | Docas                           | Ele Próprio           | Apresentador                     | TVI   |
| 1997        | Fátima                          | Dário                 | Participação Especial            | RTP1  |
| 1997 - 1998 | Riscos                          | Pedro                 | Participação Especial            | RTP1  |
| 1998 - 1999 | Os Lobos                        | Jorge Lobo            | Protagonista                     | RTP1  |
| 1999        | As Canções da Nossa Vida        | Ele Próprio           | Apresentador                     | RTP1  |
| 1999        | Médico de Família               | Ele Próprio           | Participação Especial            | SIC   |
| 1999 - 2000 | Jornalistas                     | Pedro Batalha         | Elenco Principal                 | SIC   |
| 2001        | A Ferreirinha                   | Ele Próprio           | Participação Especial            | RTP1  |
| 2001        | Quem Quer Ser Milionário?       | Ele Próprio           | Apresentador                     | RTP1  |
| 2002        | A Joia de África                | Romão Júnior          | Elenco Principal                 | TVI   |
| 2006        | Cuidado com a Língua!           | Ele Próprio           | Apresentador                     | RTP1  |
| 2010 - 2011 | Voo Direto                      | Ele Próprio           | Participação Especial            | RTP1  |
| 2010        | Regresso a Sizalinda            | Fernando              | Participação Especial            | RTP1  |
| 2012        | Há Sempre Um Amanhã             | Paulo Lima            | Participação Especial            | RTP1  |
| 2013        | Depois do Adeus                 | Vítor Castro          | Elenco Principal                 | RTP1  |
| 2013        | Mundo ao Contrário              | Pedro Carvalho        | Antagonista                      | TVI   |
| 2014        | O Beijo do Escorpião            | Afonso Gonçalves      | Coadjuvante                      | TVI   |
| 2014 - 2015 | Jardins Proibidos               | Simão d' Ávila        | Protagonista                     | TVI   |
| 2016 - 2017 | A Impostora                     | Rodrigo Varela        | Protagonista                     | TVI   |
| 2017 - 2018 | Jogo Duplo                      | Manuel Qiang          | Antagonista                      | TVI   |
| 2019        | Juntos em Festa                 | Ele Próprio           | Apresentador da primeira emissão | TVI   |
| 2019 - 2020 | Cuidado com a Língua!           | Ele Próprio           | Apresentador                     | RTP1  |
| 2019 - 2020 | Prisioneira                     | Vítor Loureiro        | Coadjuvante                      | TVI   |
| 2020        | Pecado                          | Horácio               | Co- Protagonista                 | TVI   |
| 2022 - 2023 | Quero É Viver                   | Frederico Andrade     | Antagonista                      | TVI   |
| 2024        | Senhor Rui, Um Homem do Povo    | Jaime Almeida         | Elenco Principal                 | TVI   |
| 2024        | A Filha                         | José Aguilar          | Protagonista                     | TVI   |
| 2024 - 2025 | A Fazenda                       | Miguel Borges Lacerda | Antagonista                      | TVI   |

## Cinema
- Nuvem (1992)
- Adeus Princesa (1992)
- Encontros Imperfeitos (1993)
- Três Palmeiras (1994)
- Sinais de Fogo (1995)
- Mortinho por Chegar a Casa (1996)
- A Sombra dos Abutres (1997)
- Tentação (1997)
- Pesadelo Cor-de-Rosa (1998)
- Brava Gente Brasileira (2000)
- A Bomba (2001)
- A Jangada de Pedra (2002)
- Treze Badaladas (2002)
- Portugal S.A. (2004)
- Animal (2005)
- Manô (2005)
- A Ilha dos Escravos (2008)
- Noite Sangrenta (2010)
- J.A.C.E. (2011)
- All Inclusive (2014)

## Dobragens
- A Pequena Sereia (1989) - Príncipe Eric
- O Príncipe do Egito (1998) - Moisés
- A Espada Mágica (1998) - Rei Artur
- Dinossaur"Dinossauro" 2000 - Aladar
- Inside Out (2015) - Pai da Riley
- The Lego Batman Movie (2017) - Alfred Pennyworth

## Prémios e indicações
- Festival de Gramado - Vencedor de Melhor Ator por À Sombra dos Abutres
- Gala de Moura - prémio de melhor ator (2023)

## Vida pessoal
Filho natural de pai Inglês, de seu nome Jonathan, e de mãe Portuguesa, Maria Infante de Lacerda, falecida em 2010, também ela filha natural de Renée Lance Infante de Lacerda (19 de Fevereiro de 1918 - ?), filha do 5.º Barão de Sabroso e cuja mãe era Francesa.
Numa entrevista ao jornal Expresso em abril de 2012, revelou que tinha adotado, há cerca de um ano, uma criança de nome Filipe de 9 anos de idade. Em 17 de outubro de 2013 casou pelo registo civil em Torres Vedras com Rui Calapez, agente do ator e companheiro de vários anos.